# Lingua sami di Inari
La lingua sami di Inari (anarâškielâ) è una lingua sami parlata in Finlandia, nella Regione della Lapponia.

## Distribuzione geografica
Secondo l'edizione 2009 di Ethnologue, nel censimento finlandese del 2001 risultavano 300 locutori di sami di Inari, concentrati  nella parte più settentrionale del paese al confine con la Norvegia, attorno al lago Inari e alla città di Utsjoki. 

## Sistema di scrittura
Il sami di Inari utilizza l'alfabeto latino. 
Alfabeto latino: 
A/a, (Â/â), B/b, C/c, Č/č, D/d, Đ/đ, E/e, F/f, G/g, H/h, I/i, J/j, K/k, L/l, M/m, N/n, O/o, P/p, R/r, S/s, Š/š, T/t, U/u, V/v, Y/y, Z/z, Ž/ž, Ä/ä, (Á/á), ´ 
Q/q, W/w, X/x, Å/å, Ö/ö sono anche usate per parole di origine straniera.